# 出水警察署
出水警察署（いずみけいさつしょ）は鹿児島県出水市にある、鹿児島県警察の警察署である。出水市の全域を管轄区域としている。

## 概要
- 所在地：鹿児島県出水市中央町925
- 管轄区域：鹿児島県出水市
- 運転免許証の更新：可能
- 運転免許証の再交付：可能
- 運転免許証の失効に伴う新規免許証の申請：可能

※2008年（平成20年）10月1日から鹿児島市内3ヶ所の警察署（鹿児島中央警察署・鹿児島西警察署・鹿児島南警察署）を除く鹿児島県内の25ヶ所の警察署と4ヶ所の幹部派出所（甑島幹部派出所・垂水幹部派出所・喜界幹部派出所・与論幹部派出所）で運転免許証の更新や再交付、運転免許証の失効に伴う新規免許証の申請が管轄区域に関わらずできるようになる。但し、身体障害者運転適性検査装置等による検査が必要な者と運転免許効力停止処分中（いわゆる免停）の者は除く。

## 交番
- 出水中央交番（向江町）
- 米ノ津交番（米ノ津町）
- 鶴の町交番（高尾野町柴引）
- 駐在所は管内に存在しない。